# Chiesa della Santissima Trinità (Rovereto)
La chiesa della Santissima Trinità è una chiesa sussidiaria di Borgo Sacco, quartiere di Rovereto.

## Storia

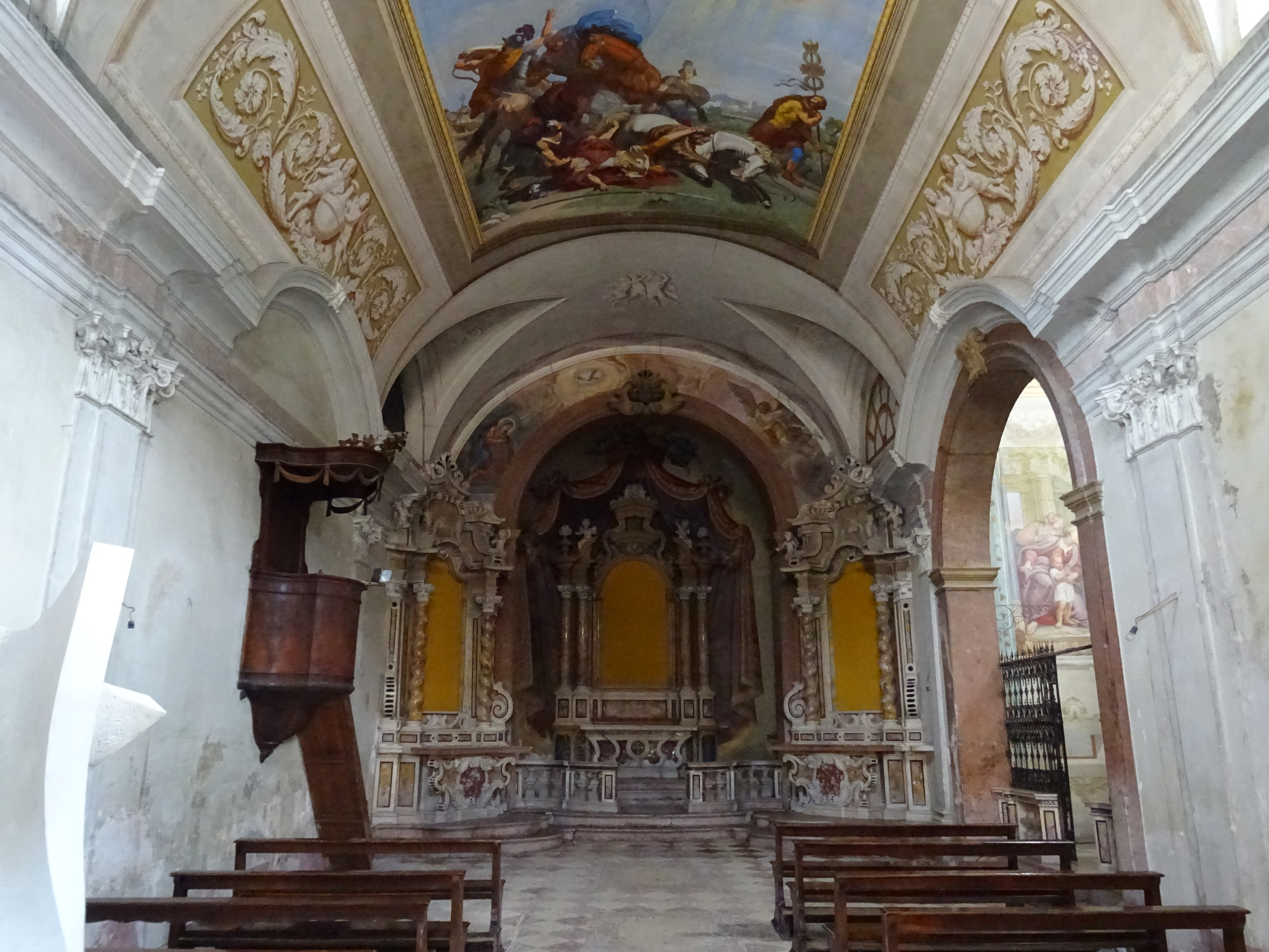
Interno

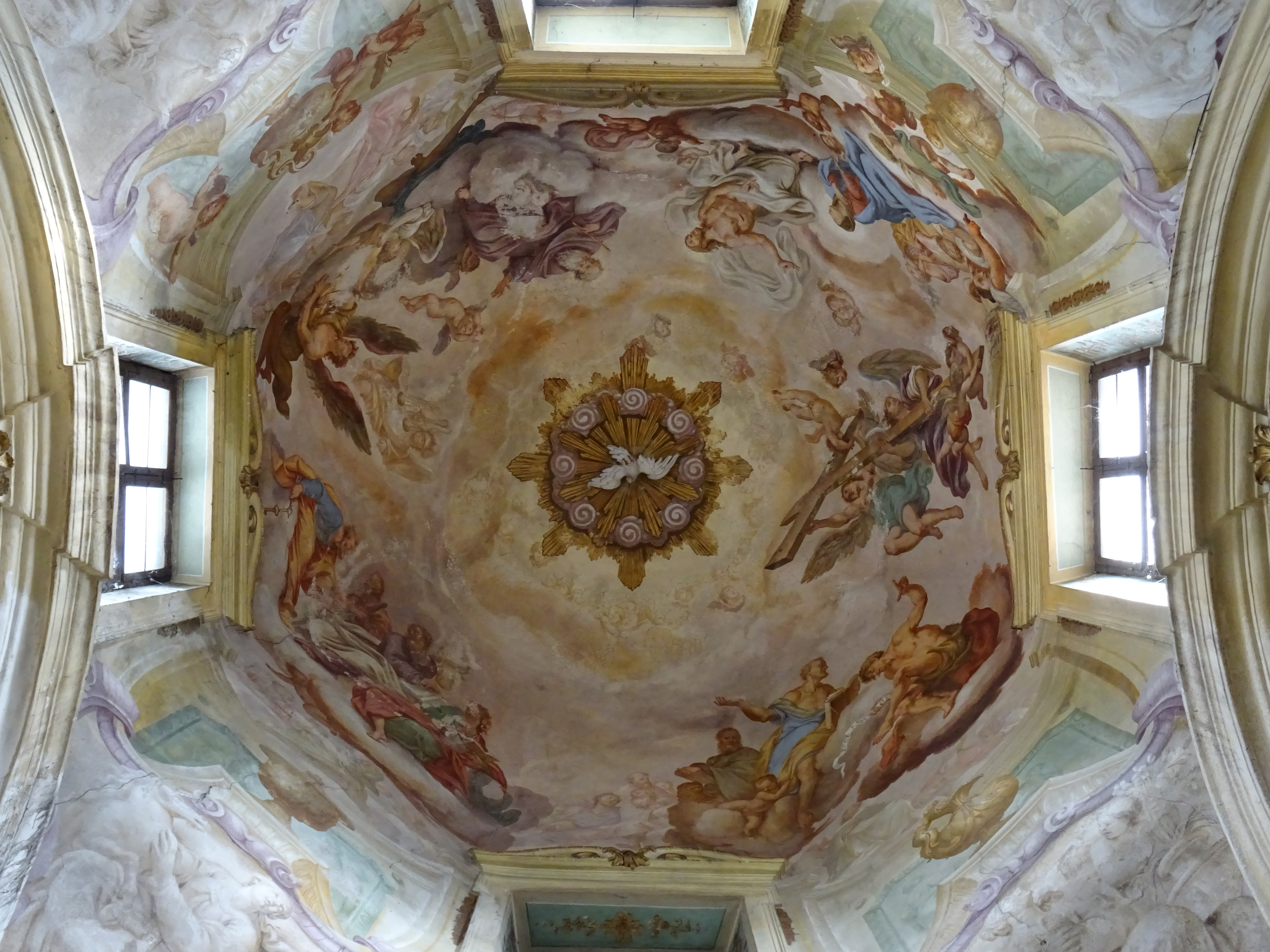
La volta della cappella della Madonna di Caravaggio

Posizionata accanto alla chiesa di San Giovanni Battista ed alla ex Manifattura viene citata già dal XIII secolo.
Venne eretta dalla famiglia Fedrigotti e dall'allora comune di Borgo Sacco in segno di devozione per aver protetto la popolazione nel corso di una guerra ed ultimata nel 1729.
Divenne cappella privata della famiglia Fedrigotti nel 1801 e a metà del XX secolo ritornò bene comunale, con la sola esclusione di una cappella laterale dedicata alla Madonna di Caravaggio.

## Descrizione

### Esterni
La facciata è classicheggiante, timpanata. Il portale è architravato, su gradini e con lunetta superiore.
Il campanile si trova a destra della costruzione, è a base quadrangolare con cella campanaria separata da motivo architettonico. La cuspide è a piramide con coppi, sormontata da una sfera e da una croce.

### Interni
L'interno è a navata unica senza separazione tra sala e presbiterio. La copertura è a botte. Sono presenti elementi decorativi in marmo e affreschi attribuiti a Gaspare Antonio Baroni Cavalcabò.